# Bockwindmühle Bad Düben

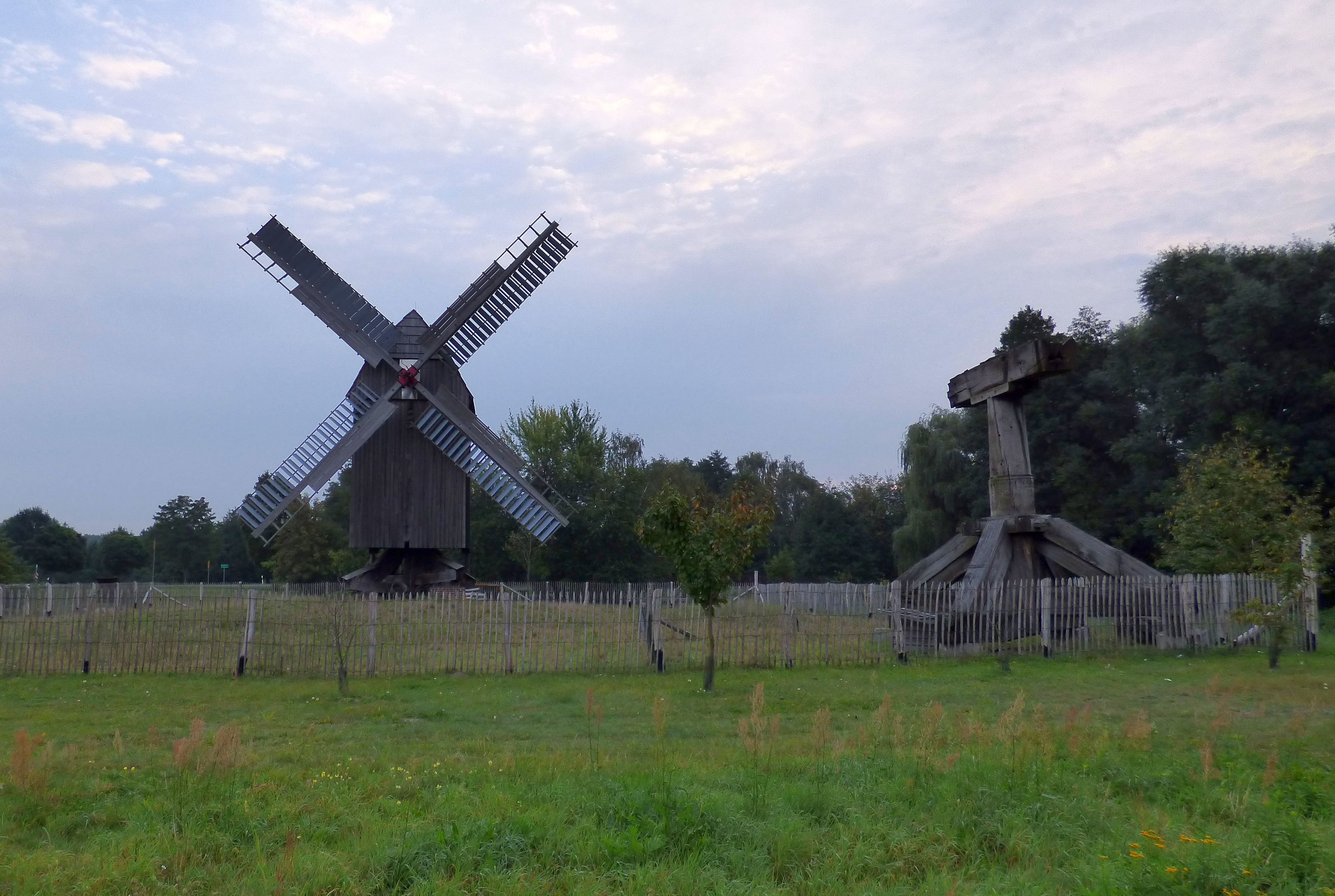
Bockwindmühle Bad Düben (2016)

Die Bad Dübener Bockwindmühle ist eine unter Denkmalschutz stehende historische Bockwindmühle aus dem Jahre 1840 in der sächsischen Kurstadt Bad Düben im Landkreis Nordsachsen. Ursprünglich in Glesien bei Schkeuditz errichtet, befindet sich die Mitte der 2000er Jahre restaurierte Mühle in der Gegenwart nördlich des Schleifbaches in unmittelbarer Nähe des Bad Dübener Kurparks im Bereich des historischen Mühlenhofes an der Bad Dübener Obermühle.

## Geschichte

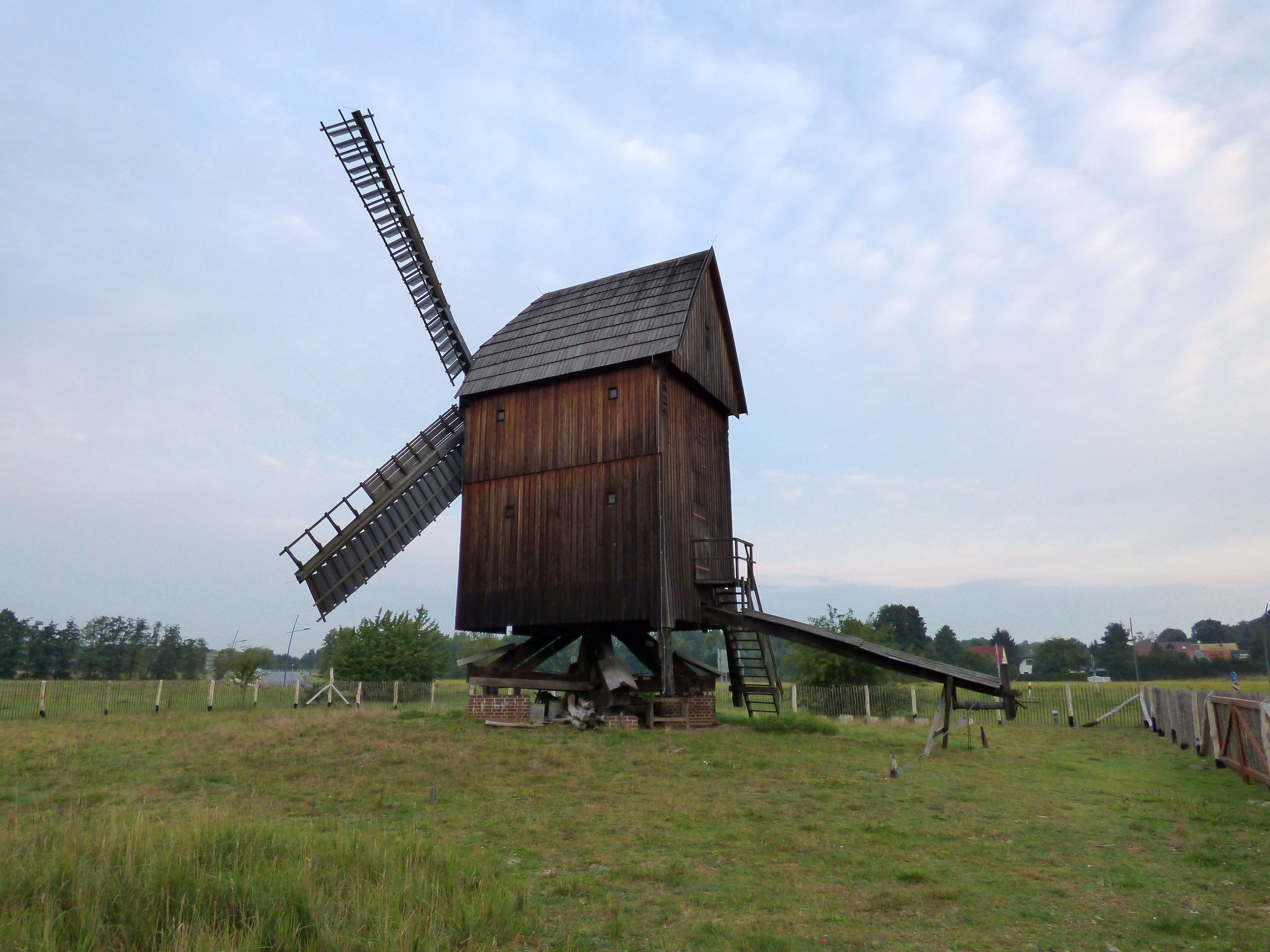
Ansicht rechts-hinten

Der ursprüngliche Standort der Mühle befand sich im heutigen Schkeuditzer Ortsteil Glesien. Hier wurde das historische Bauwerk im Jahre 1840 errichtet. Zu jener Zeit war Johann Christian Böhme in der Mühle Müllermeister. Noch bis 1960 wurde in der eingängigen Mühle Mehl gemahlen; zuletzt dann nur noch geschrotet. 1962 ging sie schließlich außer Betrieb. Letzter Besitzer war Erich Voß.
Nach fast 40 Jahren Stillstand, hatte die Witterung der Mühle äußerlich stark zugesetzt. Erweiterungsarbeiten des Flughafens Leipzig/Halle machten letztlich um die Jahrtausendwende die Umsetzung der Bockwindmühle erforderlich, welche inzwischen unter Denkmalschutz stand. Mit Unterstützung des Landratsamtes in Delitzsch ging die Anlage in die Obhut des erst 1999 gegründeten Vereins Museumsdorf Dübener Heide, welcher sich zuvor an der Bad Dübener Obermühle angesiedelt hatte, um den Standort in Form eines historischen Mühlenhofes als touristischen Anlaufpunkt mit Kleinkunst, Kultur, Umweltbildung, Schulprojekte und Regionalvermarktung in der Dübener Heide zu etablieren.
Nachdem die Mühle in den Jahren 2005 und 2006 einer umfangreichen Restauration durch den holländischen Mühlenbauer John de Jong unterzogen wurde, konnte sie im Sommer 2006 wieder als Schaumühle in Betrieb gehen. Sie enthält heute etwa 70 Prozent ihrer historischen Bausubstanz.
Das Umfeld der Mühle wird wie das der benachbarten Obermühle für diverse Veranstaltungen genutzt, die vom betreuenden Verein organisiert werden. An diesen Tagen kann meist auch die Bockwindmühle besichtigt werden.

Zustand im Jahre 1976 in Glesien
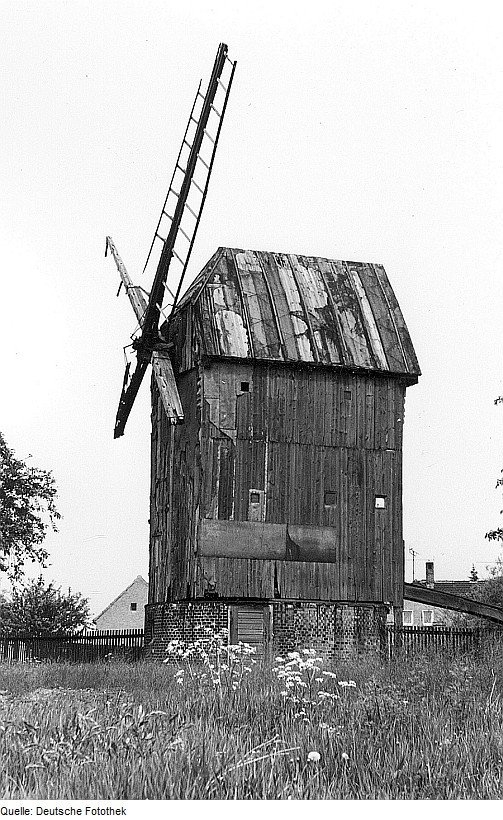
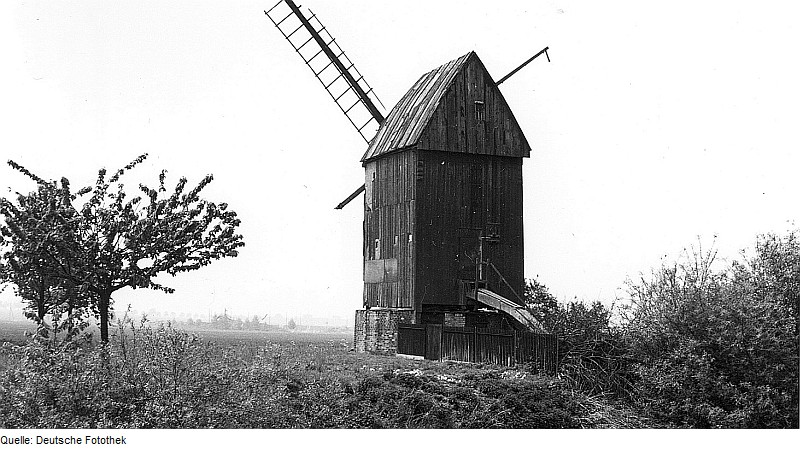
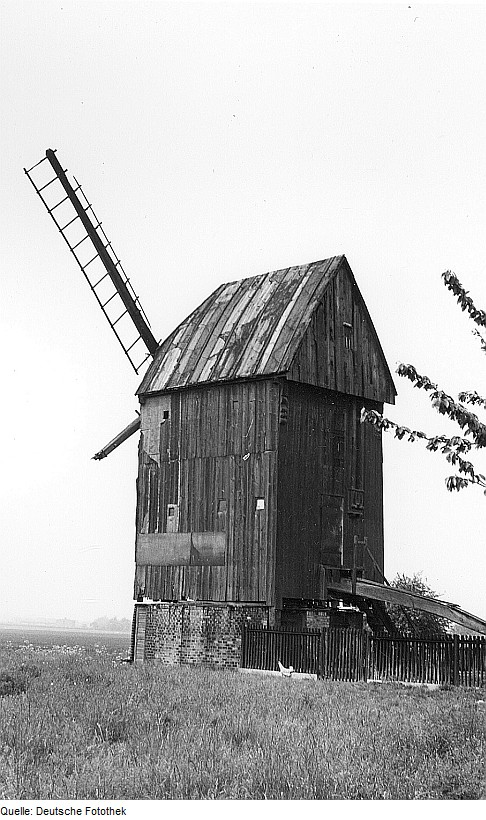

## Technische Daten

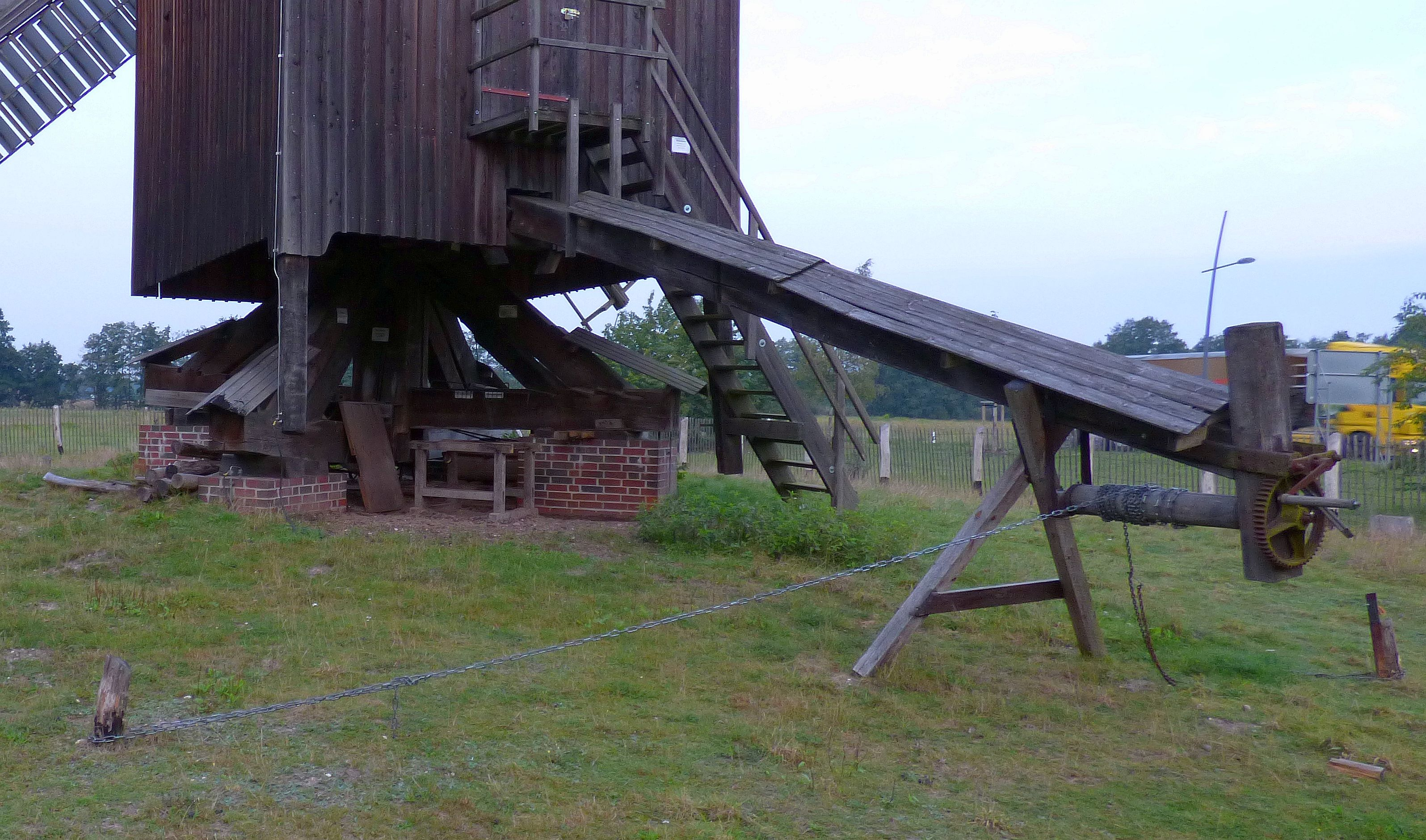
Hausbaum mit Sterz

- Gesamthöhe der Bockwindmühle: ca. 14 m
- Breite des Mühlengebäudes: 5,9 m
- Tiefe o. Länge des Mühlengebäudes: 4,5 m
- Gewicht der Mühle: 20 t
- Hausbaum: 4,5 m hoch
- Spannweite der Windmühlenflügel: 18 m
- Leistung: etwa 15 PS

Weitere Impressionen
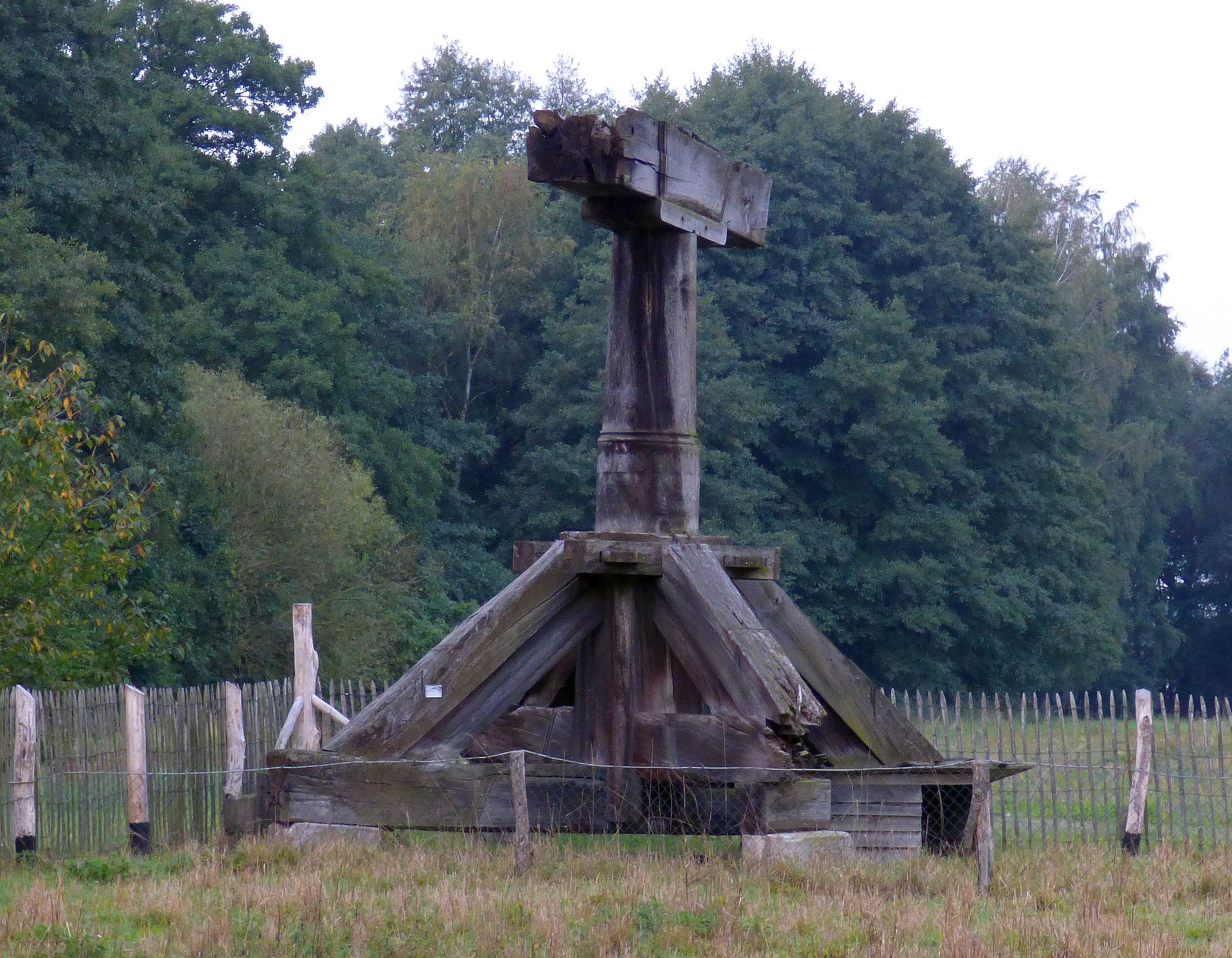
Historischer Hausbaum
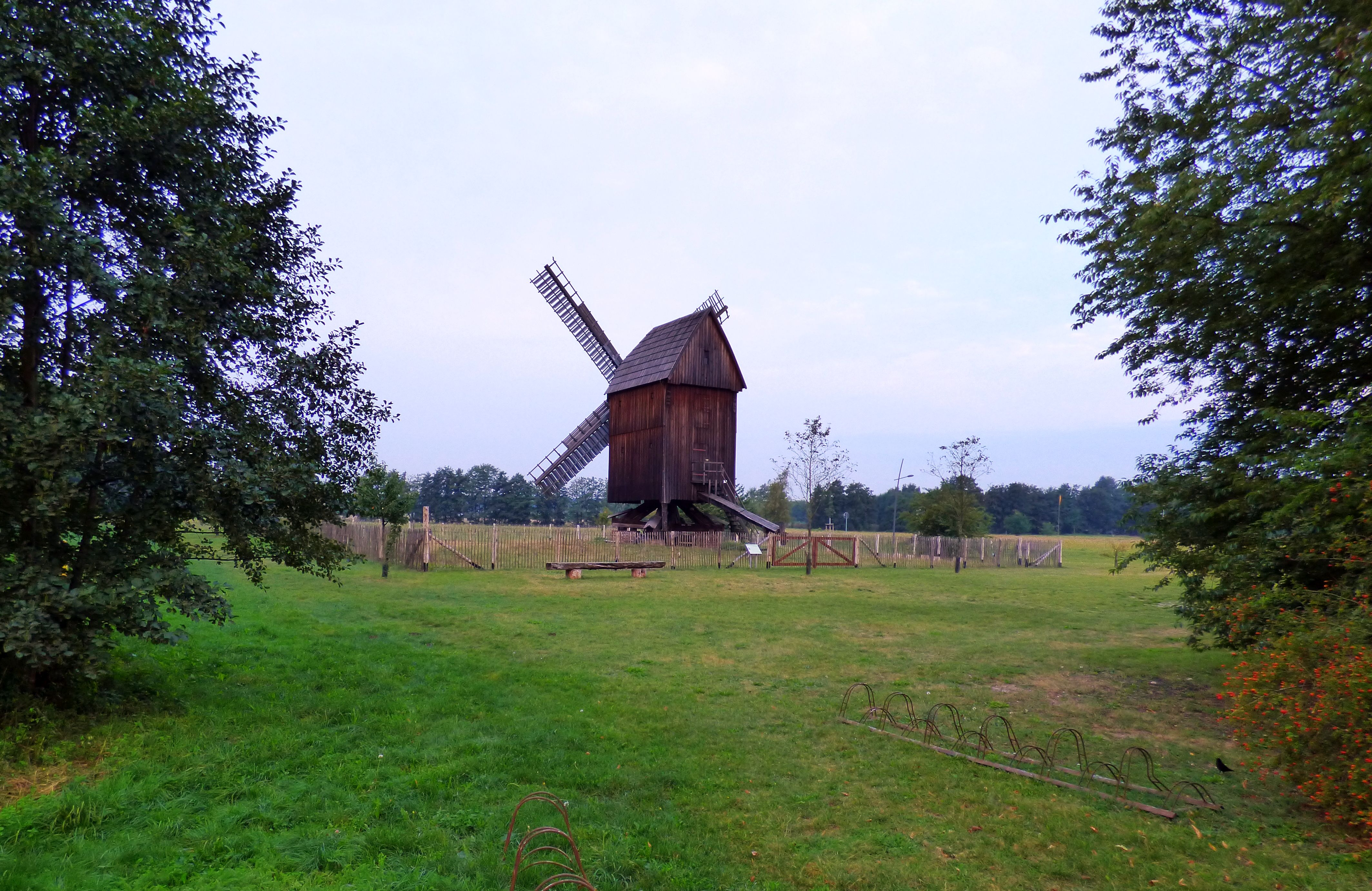
Ansicht aus Richtung Schleifbachbrücke
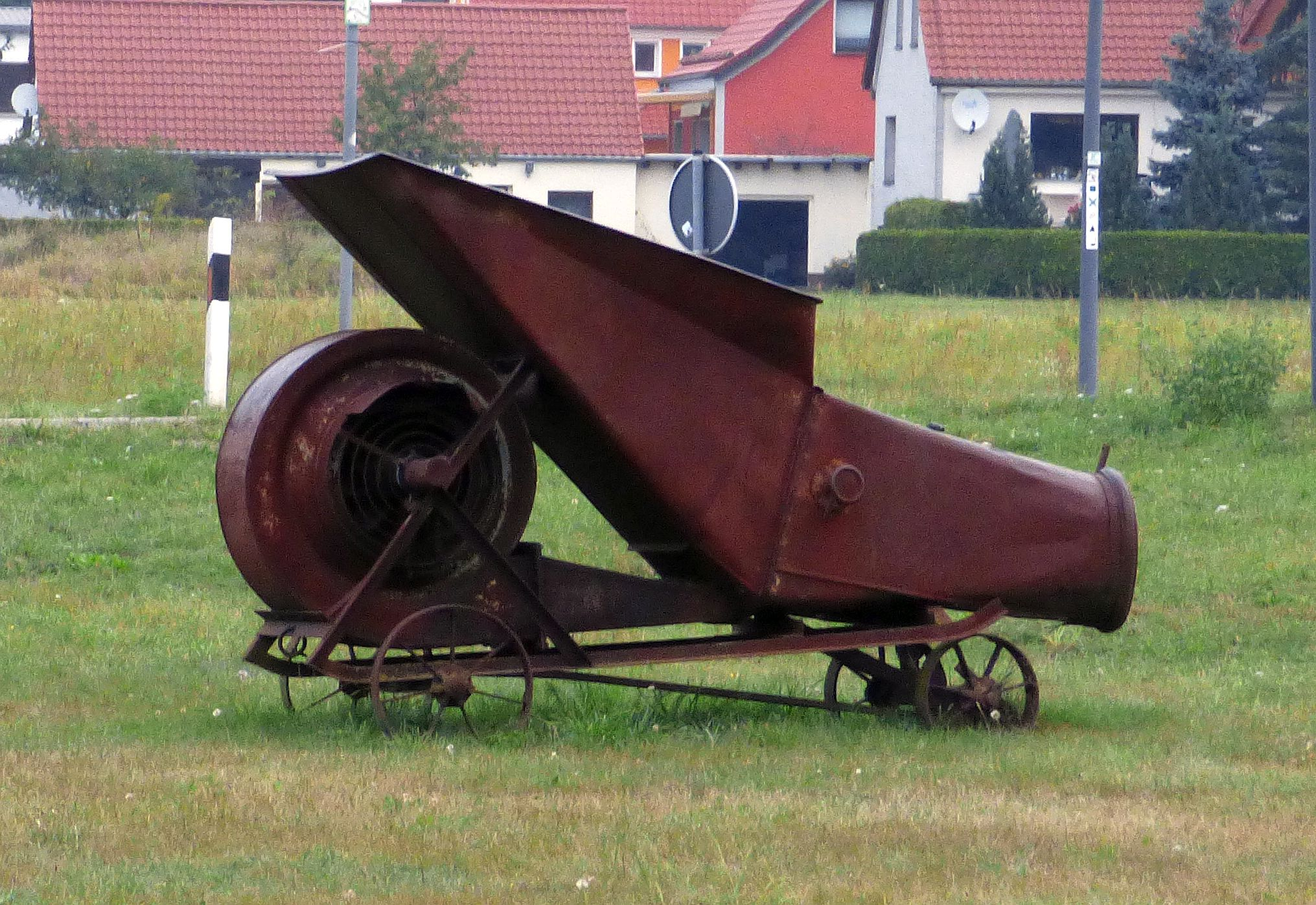
Ausstellungsstück vor der Mühle

## Weitere Mühlen in Bad Düben

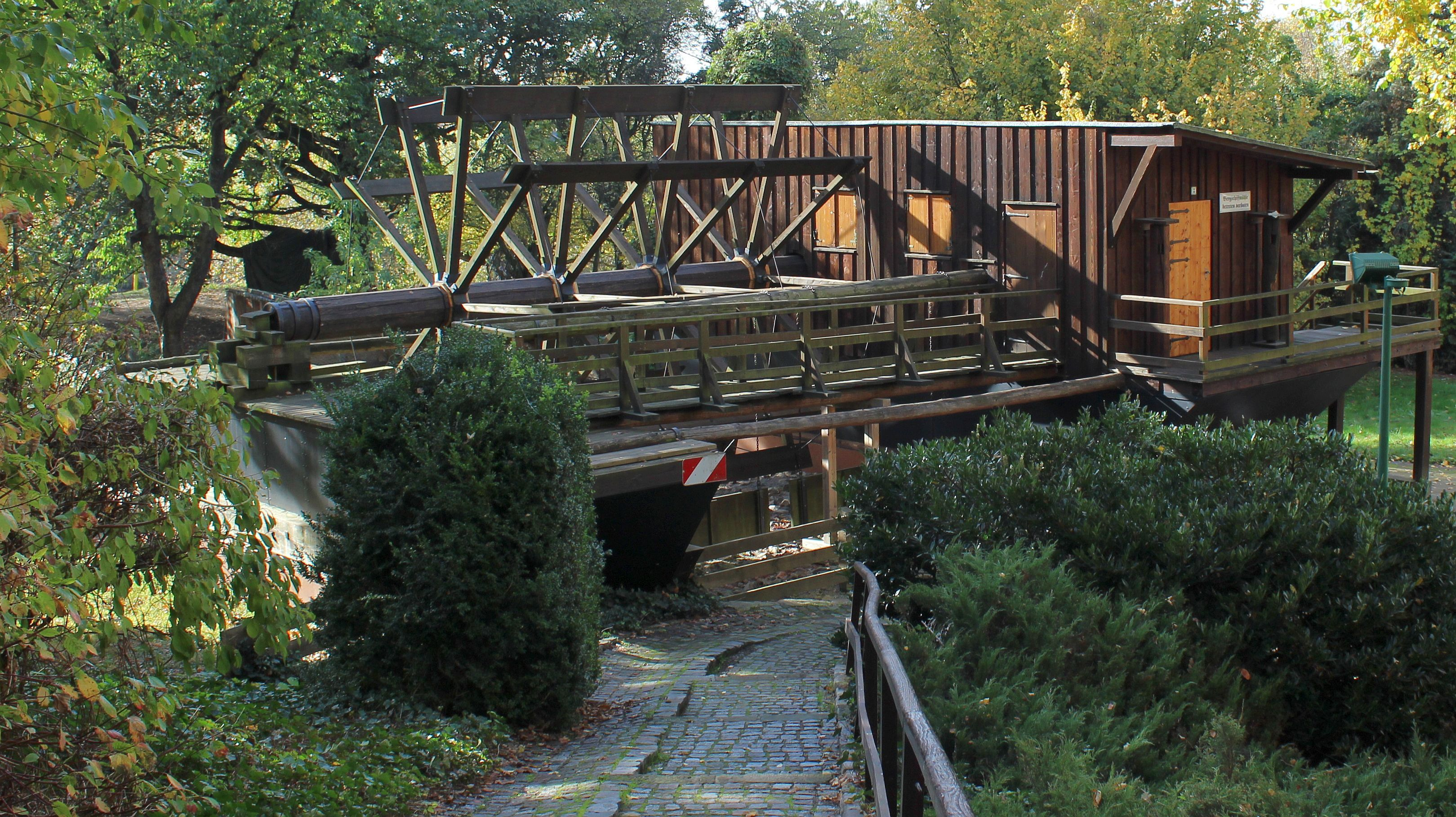
Bergschiffmühle Bad Düben

Neben der historischen Bockwindmühle sind im Stadtgebiet vier weitere Mühle zu finden. In unmittelbarer Nachbarschaft der Bockwindmühle befindet sich die im Jahre 1434 urkundlich erstmals erwähnte Obermühle, einst die oberste von drei am Schleifbach betriebenen Wassermühlen.
Eine weitere Bockwindmühle befindet sich im Ortsteil Tiefensee. Errichtet wurde diese Mühle ursprünglich im Jahre 1847 auf der Gemarkung der Stadt Delitzsch. Seit 1900 befindet sie sich an ihrem heutigen Standort. 1953 stillgelegt wird sie in der Gegenwart sporadisch als Schaumühle betrieben.
Nahe dem Stadtzentrum ist an der Burg Düben im historischen Burggarten eine sogenannte Bergschiffmühle zu finden. Diese aus dem 17. Jahrhundert stammende Schiffsmühle wurde bis 1956 an der durch Bad Düben führenden Mulde betrieben. In den 1960er Jahren an ihren heutigen Standort versetzt, wurde sie Anfang der 2000er Jahre rekonstruiert und in den Originalzustand von 1905 versetzt.
Eine weitere Wassermühle ist die alte aus dem 16. Jahrhundert stammende Dübener Stadtmühle. Wie die Obermühle besaß sie einst Öl- und Walkmühlengänge sowie eine Brettschneidemühle. Diese Mühle befindet sich seit dem Jahre 1904 in Besitz der Familie Schüßler und wird bis in die Gegenwart gewerblich betrieben.